# Koudepool
Een koudepool is een locatie op het noordelijk en zuidelijk halfrond waar in de winter de laagste gemiddelde temperatuur wordt gevonden.
In het zuidelijke halfrond is de situatie het duidelijkst: op de Oost-Antarctische ijsvlakte tussen de ijskoepels 'Dome Argus' en 'Valkyrjedomen' werd op 10 augustus 2010 een temperatuur gemeten van -93,2°C. Dit is, in natuurlijke omstandigheden, de laagste temperatuur ooit gemeten op Aarde.
In het Noordelijke halfrond zijn er meerdere locaties die beweren de koudste te zijn: Verchojansk en Ojmjakon, twee steden uit de Russische republiek Sacha. Op 15 januari 1885 werd in Verchojansk onder leiding van wetenschapper Alexander von Bunge een temperatuur van -67,1°C geregistreerd. In februari 1892 werd een nog lagere temperatuur van -69,8°C geregistreerd. In het boek van de waarnemer werd echter een meetfout geconstateerd ter grootte van 2°C. Deze meetfout werd gecorrigeerd en zodoende wordt nu -67,8°C gezien als de laagste temperatuur die ooit in Verchojansk is gemeten, 0,1 graad lager dan in Ojmjakon. Daar werden in de 19e eeuw echter nog geen waarnemingen gedaan. Indien gekeken wordt naar de gemiddelde temperatuur in plaats van de absolute minima, blijkt Ojmjakon iets kouder te zijn. Zie tabel met de gemiddelden van januari, juli en het jaargemiddelde.
| gemiddeld | Verchojansk | Ojmjakon |
| --------- | ----------- | -------- |
| januari   | -45,4       | -46,4    |
| jaar      | -14,5       | -15,5    |
| juli      | +16,5       | +14,9    |

Het temperatuurverschil tussen winter en zomer is op weinig plaatsen groter dan in Verchojansk. Het kan oplopen tot meer dan 100°C verschil, want het warmterecord bedraagt er 37,3°C. Zie Verchojansk voor het klimatogram van de koudste locatie ter wereld.